# El Médano
El Médano betekent "Het Duin". Het is van oorsprong een vissersplaats aan de zuidoostkust van het vulkanisch eiland Tenerife, dat deel uitmaakt van de Canarische Eilanden (Spanje) (1200 km verwijderd van de Spaanse zuidkust), gelegen in de Atlantische Oceaan, 200 km ten westen van de kust, ter hoogte van de zuidgrens van Marokko (Afrika).

## Windsurfen
Deze plaats staat voornamelijk bekend om de, volgens kenners prima omstandigheden om de windsurfsport te beoefenen en waar jaarlijks een onderdeel van de wereldkampioenschappen windsurfen worden gehouden door de professionals op dit gebied. Als redenen hiervoor worden de goede windomstandigheden en een groot, breed strand met daarachter duinvegetatie op gegeven.

## Structuur
De plaats zelf is een Spaanse badplaats in ontwikkeling, met veel nieuwe appartementencomplexen in Spaanse stijl, met een plein dat uitloopt tot aan zee, typisch Spaanse steegjes en straatjes, een boulevard met tal van kleine barretjes, gelegen aan de baai van El Médano. De plaats heeft 2 baaien om zich heen liggen, aan de noord- en zuidkant, de noordbaai is erg rustiek en is nog in aanbouw. El Médano is goed te bereiken via een aantal uitvalswegen, o.a. via de snelweg van zuidwest- naar noordoost Tenerife en de plaats ligt op een boogscheut van het Reina Sofia-vliegveld.
De plaats heeft het rustieke van een dorp en straalt dat ook uit, er is hier geen massatoerisme te bekennen.
Aan de rand van de stad ligt de grot van Santo Hermano Pedro (cueva del Santo Hermano Pedro), de plaats waar Pedro de San José de Betancur enige tijd heeft gewoond. Het is een bedevaartsoord.

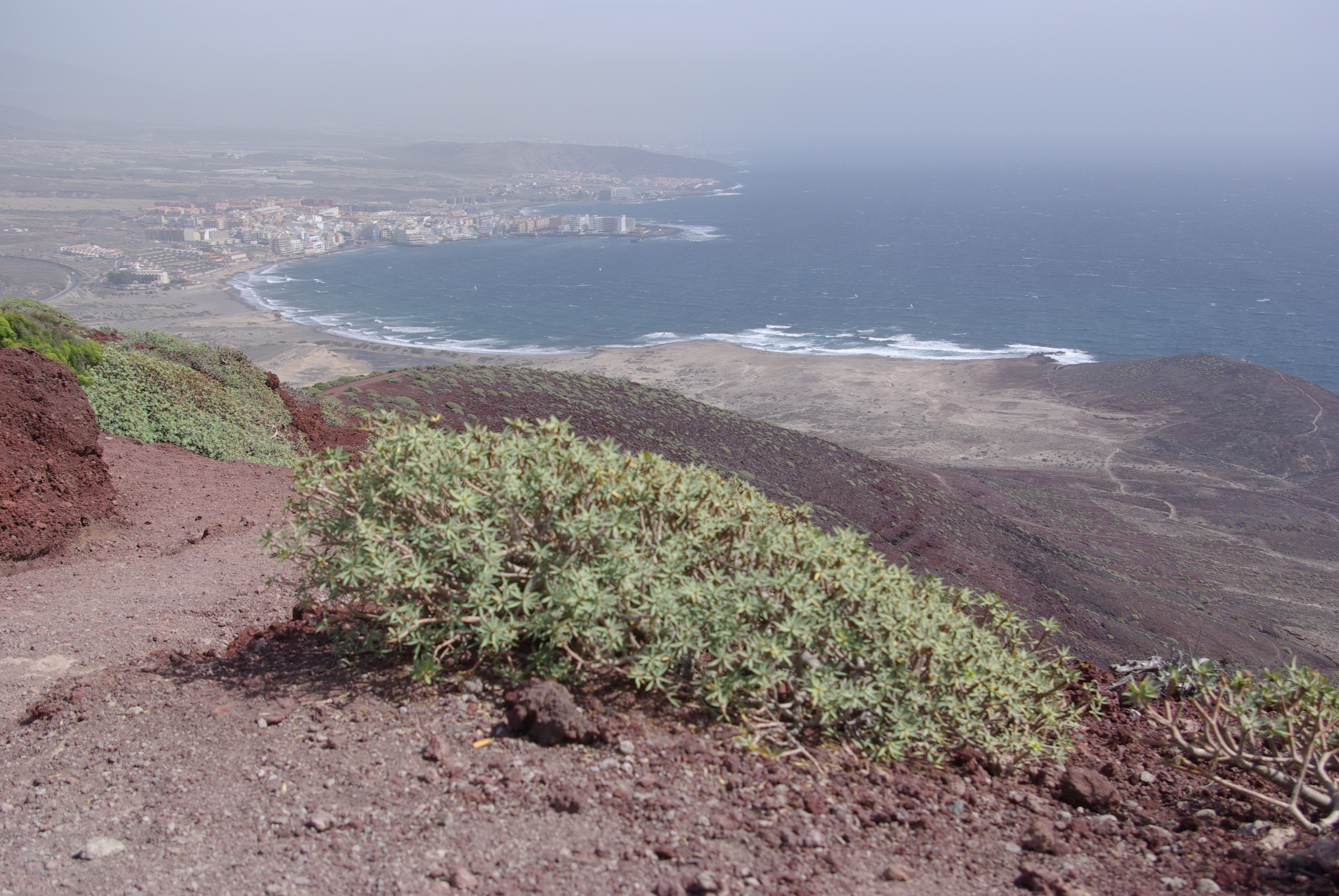
El Médano gezien vanaf Montaña Roja
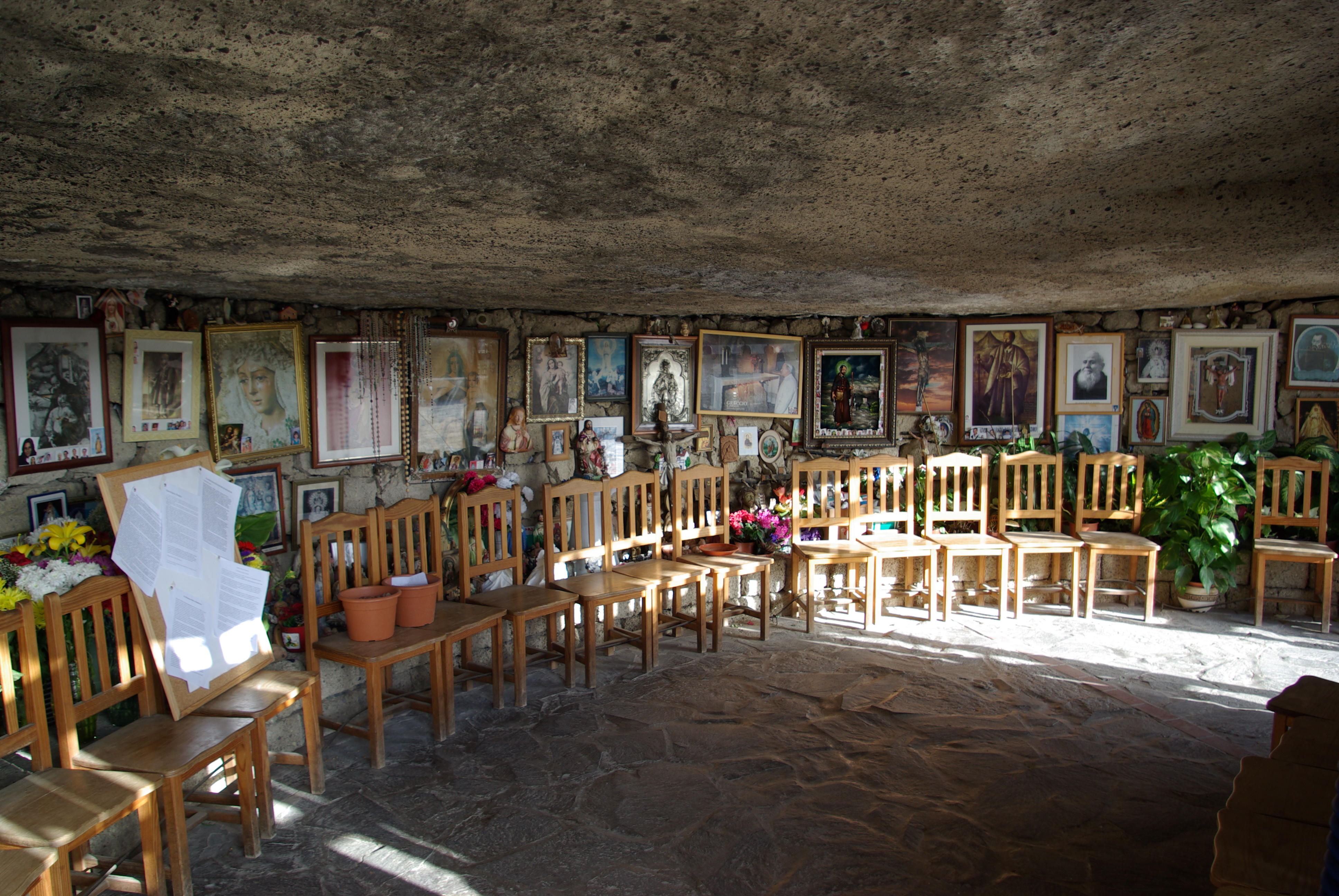
De grot van Hermano Pedro
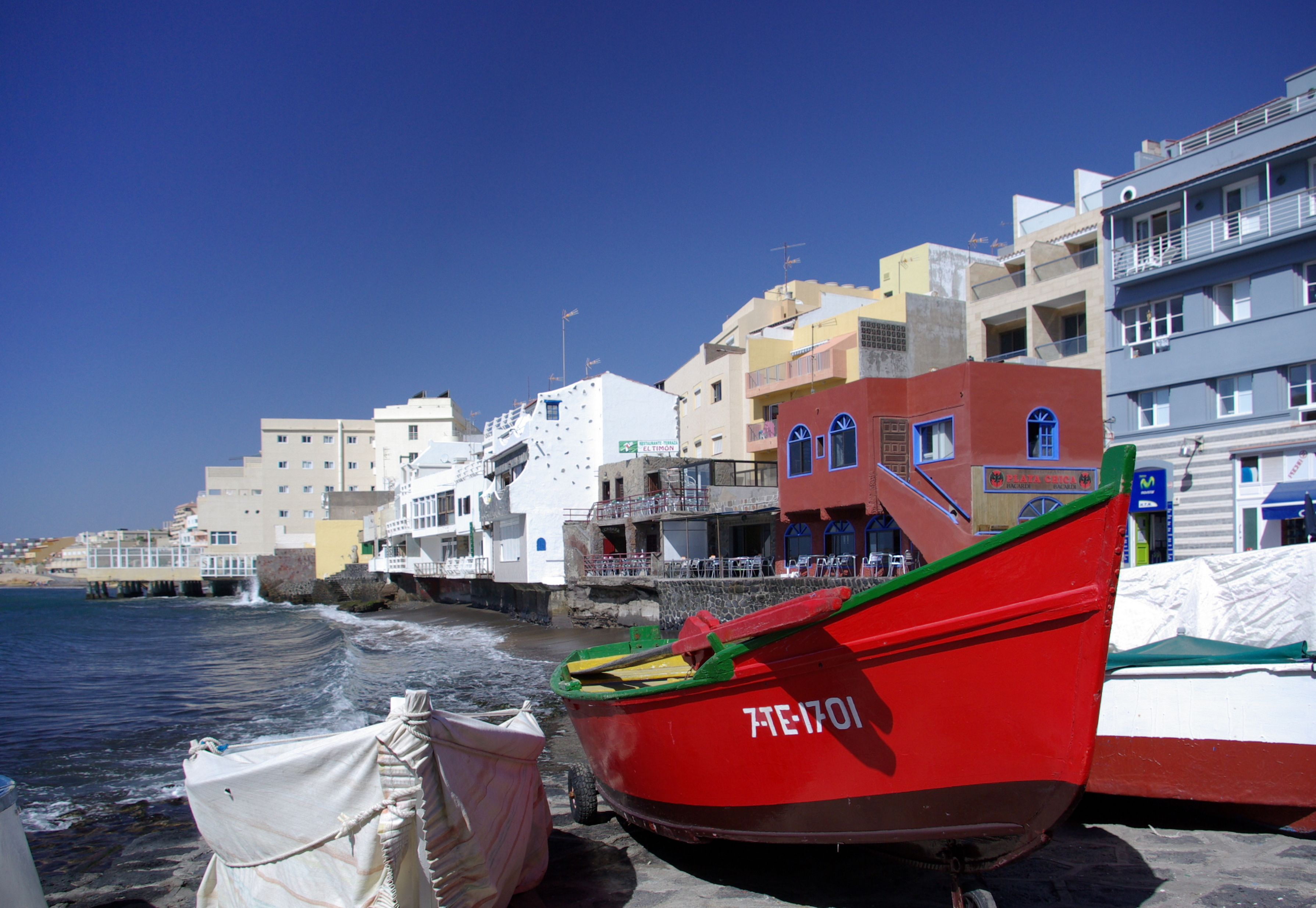
Oude haven
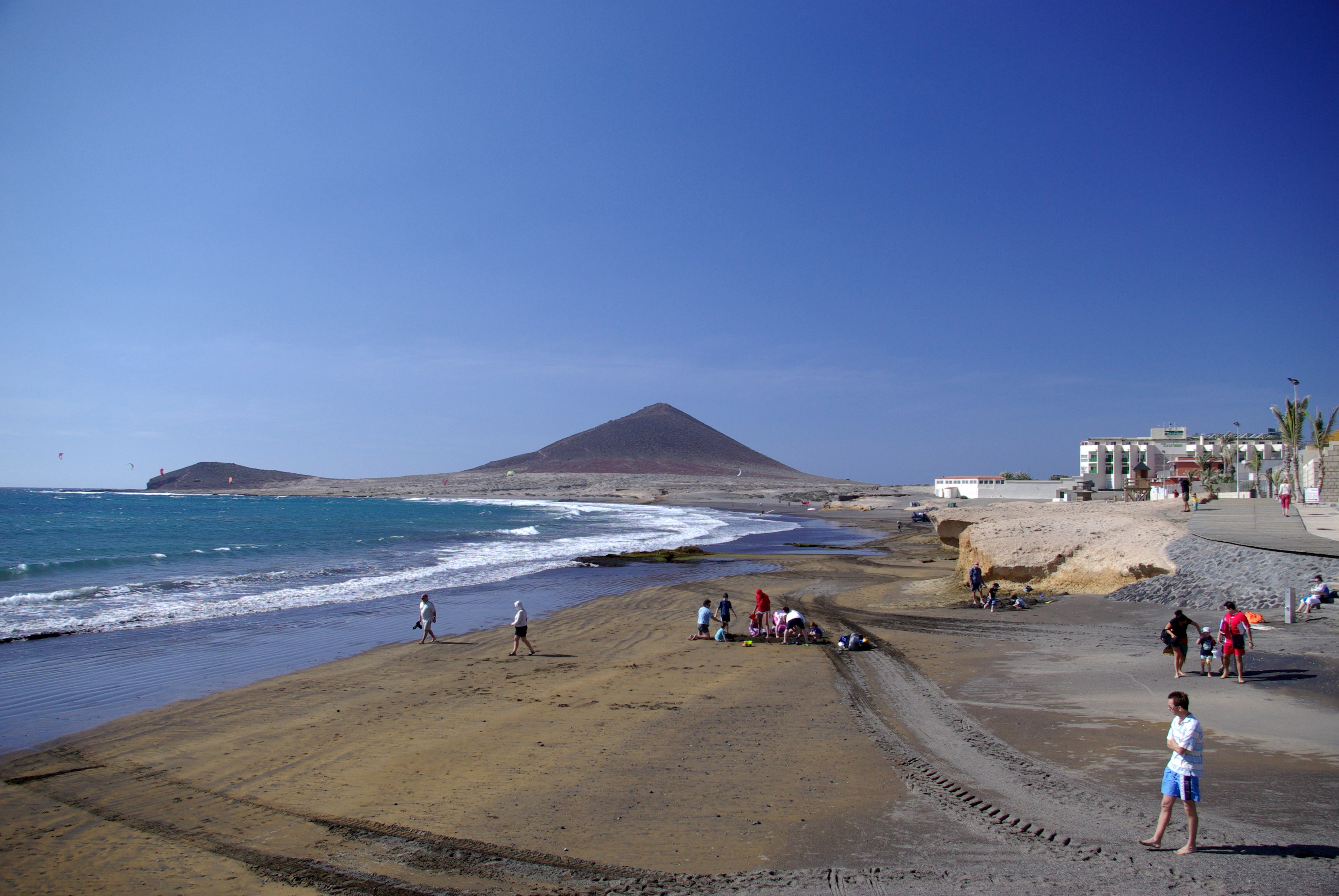
Strand van Montaña Roja
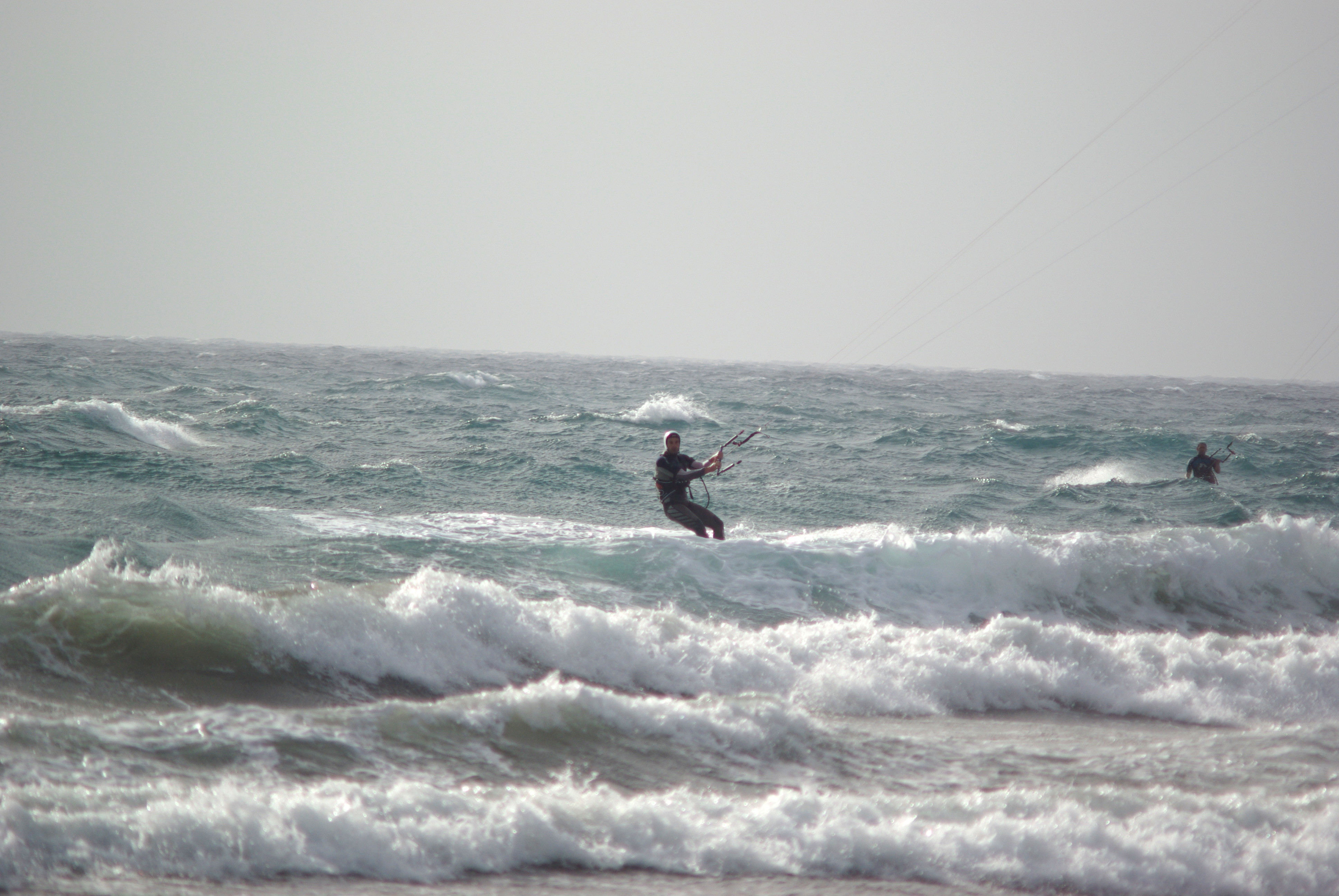
Kitesurfer in El Médano